# كريغتون ر. كولمان
كريغتون ر. كولمان هو سياسي أمريكي، ولد في 17 فبراير 1912 في مارشال في الولايات المتحدة، وتوفي في 8 سبتمبر 1992 في أوكالا في الولايات المتحدة. انتخب عضو مجلس ولاية ميشيغان ‏.